# George Carpenter Miles
Pour les articles homonymes, voir Carpenter et Miles.
George Carpenter Miles (1904–1975) est un numismate américain, spécialiste de la numismatique islamique.

## Biographie
Après avoir obtenu son doctorat en langues orientales à l'université de Princeton, George Carpenter Miles est notamment assistant de recherche en numismatique islamique à l'American Numismatic Society (ANS).
Après avoir enseigné à l'université de Princeton et servi dans l'US Navy pendant la Seconde Guerre mondiale, Miles retourne en 1946 à l'ANS où il est notamment responsable des collections islamique et hispanique.
Au cours de sa vie, George Carpenter Miles a publié 16 livres et plus de 75 articles. Miles a également reçu de nombreuses distinctions et récompenses, notamment la médaille Archer M. Huntington de l'American Numismatic Society (1949) et les médailles de la Hispanic Society of America et de la Royal Numismatic Society (1957). Il fut également membre de plusieurs sociétés savantes comme l'American Philosophical Society, la Société française de numismatique, la Royal Numismatic Society, l'Institut d'Égypte, et les Académies de Madrid et de Cordoue.

## Publications sélectives
- The Coinage of the Umayyads of Spain, American Numismatic Society, 1950.
- The Coinage of the Visigoths of Spain, Leovigild to Achila II, American Numismatic Society, 1952.
- Coins of the Spanish-Mulūk al-Tawāi̓f, American Numismatic Society, 1954.
- Excavation coins from the Persepolis region, American Numismatic Society, 1959.
- The Islamic coins, American School of Classical Studies at Athens, 1962.
- Byzantium and the Arabs : Relations in Crete and the Aegean Area, Harvard University Press, 1964.